# Selemon Barega
Selemon Barega, né le 20 janvier 2000, est un athlète éthiopien spécialiste des courses de fond, champion olympique du 10 000 m aux Jeux de 2020 à Tokyo.

## Biographie

### Carrière junior
Il se révèle en 2016 en remportant le titre du 5 000 mètres lors des championnats du monde juniors de Bydgoszcz, en Pologne, dans le temps de 13 min 21 s 21. 
Titré par équipes aux championnats du monde de cross-country 2017 dans la catégorie junior, il remporte la médaille d'or du 5 000 m lors des championnats d'Afrique juniors se déroulant à Tlemcen, en Algérie. Le 6 juillet 2017, lors du meeting Athletissima, à Lausanne, il se classe deuxième du 5 000 m et porte son record personnel à 12 min 55 s 58. Fin juillet 2017, chez lui à Nairobi, il devient champion du monde cadet du 3 000 mètres en 7 min 46 s 16, autre record personnel. Sélectionné à l'âge de dix-sept ans seulement pour les championnats du monde de Londres, Selemon Barega se classe cinquième de l'épreuve du 5 000 m.
Le 4 mars 2018, il remporte la médaille d'argent du 3 000 mètres des championnats du monde en salle de Birmingham en 8 min 15 s 59, derrière son compatriote et tenant du titre Yomif Kejelcha (8 min 14 s 41), signant ainsi un doublé éthiopien. Le 31 août 2018 lors du meeting de Zurich, Barega établit un nouveau record du monde junior du 5 000 m en parcourant la distance en 12 min 43 s 02.
Il décroche la médaille d'argent aux championnats du monde 2019 à Doha sur 5 000 m, derrière le tenant du titre et compatriote Muktar Edris.
Pour la saison 2020 de piste intérieur, il se lance comme défi de passer sous la barre des 7 min 30 s au 3 000 mètres. 

### Champion olympique du10 000m(2021)
En 2021, il remporte la médaille d'or du 10 000 m des Jeux olympiques de Tokyo après avoir placé une accélération décisive dans le dernier tour. Vainqueur en 27 min 43 s 22, il devance les Ougandais Joshua Cheptegei (recordman du monde de la distance) et Jacob Kiplimo.
Selemon Barega devient champion du monde en salle du 3 000 m en mars 2022 à Belgrade en devançant Lamecha Girma et Marc Scott. Figurant parmi les favoris des championnats du monde 2022 à Eugene, il ne termine 5e de l'épreuve du 5 000 m et 12e de l'épreuve du 10 000 m. L'année suivante aux mondiaux de Budapest, l'Ethiopien s'adjuge la médaille de bronze du 10 000 m, devancé par Joshua Cheptegei et Daniel Ebenyo.
En mars 2024, il se classe troisième du 3 000 m des championnats du monde en salle à Glasgow.

## Palmarès
| Date | Compétition                        | Lieu                               | Résultat | Épreuve            | Temps          |
| ---- | ---------------------------------- | ---------------------------------- | -------- | ------------------ | -------------- |
| 2016 | Championnats du monde juniors      | Bydgoszcz                          | 1er      | 5 000 m            | 13 min 21 s 21 |
| 2017 | Championnats du monde de cross     | Kampala                            | 5e       | Individuel junior  |                |
| 2017 | Championnats du monde de cross     | Kampala                            | 1er      | Junior par équipes |                |
| 2017 | Championnats d'Afrique juniors     | Tlemcen                            | 1er      | 5 000 m            | 13 min 51 s 43 |
| 2017 | Championnats du monde cadets       | Nairobi                            | 1er      | 3 000 m            | 7 min 47 s 16  |
| 2017 | Championnats du monde              | Londres                            | 5e       | 5 000 m            | 13 min 35 s 34 |
| 2018 | Championnats du monde en salle     | Birmingham                         | 2e       | 3 000 m            | 8 min 15 s 59  |
| 2019 | Championnats du monde              | Doha                               | 2e       | 5 000 m            | 12 min 59 s 70 |
| 2021 | Circuit mondial en salle de l'IAAF | Circuit mondial en salle de l'IAAF | 2e       | 3 000 m            | 24 pts         |
| 2021 | Jeux olympiques                    | Tokyo                              | 1er      | 10 000 m           | 27 min 43 s 22 |
| 2022 | Championnats du monde en salle     | Belgrade                           | 1er      | 3 000 m            | 7 min 41 s 38  |
| 2022 | Championnats du monde              | Eugene                             | 12e      | 5 000 m            | 13 min 19 s 62 |
| 2022 | Championnats du monde              | Eugene                             | 5e       | 10 000 m           | 27 min 28 s 39 |
| 2023 | Championnats du monde              | Budapest                           | 3e       | 10 000 m           | 27 min 52 s 72 |
| 2024 | Championnats du monde en salle     | Glasgow                            | 3e       | 3 000 m            | 7 min 43 s 64  |
| 2024 | Jeux olympiques                    | Paris                              | 7e       | 10 000 m           | 26 min 44 s 48 |
| 2025 | Marathon de Séville                | Séville                            | 1er      | Marathon           | 2:05:15        |

## Records
| Épreuve       | Temps                  | Lieu         | Date              |
| En plein air  | En plein air           | En plein air | En plein air      |
| ------------- | ---------------------- | ------------ | ----------------- |
| 1 500 m       | 3 min 32 s 97          | Doha         | 25 septembre 2020 |
| 3 000 m       | 7 min 25 s 82 (i)      | Toruń        | 6 février 2024    |
| 2 miles       | 8 min 8 s 69           | Palo Alto    | 30 juin 2019      |
| 5 000 m       | 12 min 43 s 02 (WU20R) | Bruxelles    | 31 août 2018      |
| 10 000 m      | 26 min 34 s 93         | Nerja        | 14 juin 2024      |
| 5 km          | 13 min 14 s            | Zurich       | 7 septembre 2018  |
| Semi-marathon | 57 min 50 s            | Valence      | 22 octobre 2023   |
| Marathon      | 2:05:15                | Sevilla      | 23 février 2025   |